# Galna
Galna és una fortalesa de l'Índia al districte de Nasik a l'estat de Maharashtra. La inscripció més antiga data de 1569 i n'hi ha una altra de 1580. Hi ha altres antiguitats com els ídols de Galneshwar Mahadeo, cinc cisternes, una sèrie de coves excavades a al roca, una mesquita i les ruïnes d'un palau anomenat Rang Mahal (Palau del Plaer). La vista des de la fortalesa és esplèndida. A la vora hi ha set tombes musulmanes i al nord-est el llogaret de Galna que el 1901 tenia uns 500 habitants.
Fou important després del segle xv. Era domini mogol quan el 1634 el comandant de la fortalesa, Muhammad Khan, va intentar lliurar-la a Shahji que dominava Nasik, Trimbak, Sangamner i Junnar fins a Konkan, però a precs de l'emperador (i a costa de regals) Muhammad Khan va entregar la fortalesa a un enviat imperial. El 1679 fou saquejada per Shivaji i després va canviar més d'una vegada de mans entre mogols i marathes. El 1704 fou atacada per Aurangzeb que la va conquerir després d'un llarg setge el 1705. Però poc temps després els marathes la van recuperar.
El desembre de 1804, després d'una lleu resistència, fou ocupada pel coronel Wallace. El març de 1818 fou evacuada pel comandant britànic i la guarnició i al seu lloc es va instal·lar una guarnició nativa. El 1862 la fortalesa estava en runes.